# Matthias Rosenbauer
Matthias Rosenbauer (Neuendettelsau, 5 januari 1970) is een Duitse jazzdrummer.

## Biografie
Rosenbauer studeerde drums aan de muziekhogescholen in Würzburg en Neurenberg. Hij werkte als freelancer als theatermusicus en trad op met Ack van Rooyen, Roger Kleier, Michael Schleinkofer, Rudi Mahall, Frank Möbus en Martin Schrack. Hij had een duo met Gerhard Gschlößl, dat met Johannes Fink werd uitgebreid tot het trio Der Moment. Hij is te horen op albums met John Q Irritated, met Buddy & The Huddle, met Dieter Köhnlein en met Annie Gosfield. Hij heeft met vrienden een bar in Neurenberg, Tante Betty Bar, waar live-muziek is te horen.

## Discografie (selectie)
- Der Moment Transzendenz (Jazzwerkstatt 2009)
- John Q. Irritated 5 Days of Flat Water (Hazelwood Records 2008 met Dirk Hess, Gerhard Gschlößl alsook Oliver Stangl, Robert Alonso, Stefan Lang, Tobias Zillner, Gabriel Geller, Markus Riessbeck)
- Michael Schleinkofer m.s.t. Musik 2 (Jazz4Ever 2004, met Markus Schlesag)